# Cantó de Sant Joan Lohitzune
El cantó de Sant Joan Lohitzune (en francès Canton de Saint-Jean-de-Luz, en euskera Donibane Lohizuneko Kantonamendua) és una divisió administrativa francesa, situada en el departament dels Pirineus Atlàntics i la regió Nova Aquitània. El seu conseller general és Philippe Juzan, de la UMP.

## Composició

Comunes del cantó de Sant Joan Lohitzune

El cantó de Sant Joan Lohitzune agrupa 4 comunes:
- Azkaine
- Bidarte
- Getaria
- Sant Joan Lohitzune

## Consellers generals
| Data d'elecció                             | Identitat            | Partit | Qualitat                                   |
| ------------------------------------------ | -------------------- | ------ | ------------------------------------------ |
| 1964                                       | Jean Poulou          |        |                                            |
| 1970                                       | Jean Poulou          |        |                                            |
| 1973                                       | André Ithurralde     | UDR    | alcalde de Sant Joan Lohitzune             |
| 1976                                       | André Ithurralde     | UDR    | alcalde de Sant Joan Lohitzune             |
| 1982                                       | André Ithurralde     | RPR    | alcalde de Sant Joan Lohitzune             |
| 1987                                       | Paul Ricau           | UDF    | alcalde de Sant Joan Lohitzune             |
| 1988                                       | Paul Ricau           | UDF    | alcalde de Sant Joan Lohitzune             |
| 1994                                       | Michèle Alliot-Marie | RPR    | alcaldessa de Sant Joan Lohitzune diputada |
| 2001                                       | Philippe Juzan       | RPR    |                                            |
| 2008                                       | Philippe Juzan       | UMP    |                                            |
| No es coneixen les dades anteriors a 1964. |                      |        |                                            |